# Benedikt Gsell
Benedikt Gsell OCist (* 28. Jänner 1823 in Wien als Josef Gsell; † 22. Mai 1901 in Heiligenkreuz) war ein österreichischer Ordenspriester und Historiker.

## Leben
Gsell trat am 16. September 1842 in das Noviziat von Stift Heiligenkreuz ein, wo er den Ordensnamen Benedikt annahm und am 22. November 1846 die Profess ablegte. Seine Primiz feierte er am 1. August 1847. Er trug von 1848 bis 1852 am klösterlichen Institutum Theologicum alttestamentliches Bibelstudium und orientalische Sprachen vor, von 1852 bis 1860 das Fach Neues Testament. Er wurde am 3. Mai 1853 an der Wiener Universität zum Doktor der Theologie promoviert.
Von 1854 bis 1855 war er Novizenmeister, von 1855 bis 1857 äbtlicher Sekretär, vom 15. Oktober 1855 bis 1. Dezember 1860 Bibliothekar und von 1857 bis 1860 Präfekt der Theologiestudenten im Stift. Im Dezember 1860 kam er als Verwalter an den Heiligenkreuzerhof in Wien. Dort war er für die Verwaltung des Stadthofes zuständig und betreute das Heiligenkreuzer Stiftsarchiv, das sich zu der Zeit in dem Gebäude befand. Er war Dekan der Katholisch-Theologischen Fakultät in Wien in den Jahren 1860 und 1884; am 11. März 1867 wurde er zum ständigen Notar der Fakultät gewählt.
Er war bei den Verhandlungen, die langsam zur Belebung einer Österreichischen Zisterzienserkongregation führten, meist gegenwärtig, etwa 1859 bei der Sitzung in Prag anlässlich der Schwarzenberg-Visitation und 1869 am Generalkapitel in Rom. Am 10. Februar 1874 wurde er von Papst Pius IX. zum Konsultor der kurialen Congregatio Indulgentiarum et Reliquiarum ernannt.
Nach dem Tode des Abtes Edmund Komáromy war Gsell von 1877 bis 1879 Ko-Administrator des Stiftes.

## Auszeichnungen
1881 wurde Gsell zum fürsterzbischöflich-geistlichen Rat ernannt. 1889 zeichnete ihn Papst Leo XIII. mit dem Ehrenkreuz Pro Ecclesia et Pontifice aus. Das zisterziensische Generalkapitel verlieh ihm 1891 den Titel eines Historiographus Ordinis. Am 1. August 1892 wurde ihm vom österreichischen Kaiser das Ritterkreuz des Franz-Joseph-Ordens verliehen.

## Publikationen
Gsell veröffentlichte zahlreiche Publikationen vor allem auf dem Gebiet der Geschichte mit Schwerpunkt auf der Hausgeschichte des Stiftes Heiligenkreuz:
- Ueber Klosterschulen mit besonderer Berücksichtigung der Cistercienser. In: Zeitschrift für die gesammte katholische Theologie. Bd. 3, Heft 2, 1852, ISSN 1012-7321, S. 237–255.
- Predigt zur siebenten Säcularfeier der Benedictiner-Abtei „Unserer Lieben Frau“ zu den Schotten in Wien. Gehalten am 5. Mai 1858. In: Acht Predigten, gehalten zur siebenhundertjährigen Jubelfeier des Benedictiner-Stiftes „Unserer Lieben Frau“ zu den Schotten in Wien, vom 1. bis 8. Mai 1858. Ueberreuter, Wien 1858, S. 101–118, (Digitalisat).
- Predigt bei Gelegenheit der Sekundizfeier des hochwürdigen Herrn P. Emerich Simála, Capitularen der vereinigten Cisterzienser-Stifte Heiligenkreuz in Oesterreich und St. Gotthard in Ungarn, emer. Pfarrers, d.B. Administrators des Stiftsgutes Königshofen. Gehalten in der Stiftskirche zu Heiligenkreuz am 1. Jänner 1860. Mayer, Wien 1860.
- Predigt am Feste des heil. Benedict, an welchem Sr. Gnaden, der hochwürdigste Herr Othmar Helferstorfer als neugewählter Abt das erste Mal pontificirte. Vorgetragen in der Stiftskirche „Unserer Lieben Frau“ bei den Schotten. Mayer & Compagnie, Wien 1861.
- Predigt bei Gelegenheit der zweiten Säcularfeier der Schlacht bei St. Gotthard und der ersten der Einweihung der Stiftskirche daselbst. Gehalten am 1. August 1864. Mayer, Wien 1864, (Digitalisat).
- Das Gültenbuch des Cistercienser-Stiftes Heiligenkreuz aus dem Ende des dreizehnten Jahrhunderts. Herausgegeben und mit anderen stiftlichen Urkunden verglichen. Mayer & Compagnie, Wien 1866, (Digitalisat).
- Predigt, bei Gelegenheit der zweihundertjährigen Gründungsfeier der Vorstadt und Pfarre Leopoldstadt, gehalten am Sonntag in der Oktave des h. Leopold, (letzten Sonntag nach Pfingsten, 20. November 1870) vor dem Hochamte in der Pfarrkirche zum heil. Leopold. In: Mathias Poppenberger (Hrsg.): Predigten bei Gelegenheit der II. Säkularfeier der Gründung der Pfarre St. Leopold und der Leopoldstadt in Wien im November 1870. Eipeldauer, Wien 1871, S. 50–60.
- Beitrag zur Geschichte der Reformation in Nieder-Oesterreich. Aus dem Archive des Stiftes Heiligenkreuz. In: Oesterreichische Vierteljahresschrift für katholische Theologie. Bd. 12, Nr. 2, 1873, ZDB-ID 547959-9, S. 185–224.
- Beitrag zur Lebensgeschichte des Anton Wolfradt, Abtes von Kremsmünster, Fürstbischofs von Wien. Aus dem Archive des Stiftes Heiligenkreuz. In: SMBO. Jg. 3, Bd. 2, Heft 4, 1882, S. 334–345; Jg. 4, Bd. 1, Heft 1, 1883, S. 41–48; Jg. 4, Bd. 1, Heft 2, 1883, S. 255–267.
- Das Stift Heiligenkreuz und seine Besitzungen im Jahre 1683. Aus dem Archive des Stiftes mitgetheilt. In: SMBO. Jg. 4, Bd. 1, Heft 2, 1883, S. 284–294; Jg. 4, Bd. 2, Heft 3, 1883, S. 81–89; Jg. 4, Bd. 2, Heft 4, 1883, S. 330–343.
- Cistercienserstift Heiligenkreuz. In: Sebastian Brunner (Hrsg.): Ein Cisterzienserbuch. Geschichte und Beschreibung der bestehenden und Anführung der aufgehobenen Cisterzienserstifte in Österreich-Ungarn, Deutschland und der Schweiz. Woerl, Würzburg 1881, S. 52–116.
- Ueber Medaillen des Stiftes Heiligenkreuz. Vortrag in der Versammlung der Numismatischen Gesellschaft in Wien am 15. Februar 1887 gehalten. In: Monatsblatt der numismatischen Gesellschaft in Wien. Bd. 1, Nr. 48, 1887, ISSN 0258-5669, S. 199–201; Bd. 1, Nr. 49, 1887, S. 204–206.
- Verzeichniss der Handschriften in der Bibliothek des Stiftes Heiligenkreuz. In: Die Handschriften-Verzeichnisse der Cistercienser-Stifte Reun in Steiermark, Heiligenkreuz-Neukloster, Zwettl, Lilienfeld in Nieder-, Wilhering und Schlierbach in Ober-Oesterreich, Osseg und Huhenfurt in Boehmen, Stams in Tirol. Band 1: Reun, Heiligenkreuz-Neukloster, Zwettl, Lilienfeld (= Xenia Bernardina. Tl. 2, Bd. 1). Hölder, Wien 1891, S. 117–272.
- Heiligenkreuz. In: Beiträge zur Geschichte der Cistercienser-Stifte Reun, Heiligenkreuz-Neukloster, Zwettl, Lilienfeld in Nieder-Wilhering und Schlierbach in Ober-Österreich, Ossegg und Hohenfurt in Boehmen, Mogila bei Krakau, Szczyric in Galizien und Stams in Tirol und die Cistercienserinnen-Abteien Marienthal und Marienstern in der Koen. Saechsischen Lausitz (= Xenia Bernardina. Tl. 3). Hölder, Wien 1891, S. 35–112.
- Regesten aus dem Archive des Cistercienserstiftes Heiligenkreuz. In: Anton Mayer (Hrsg.): Quellen zur Geschichte der Stadt Wien. Abteilung 1: Regesten aus in- und ausländischen Archiven mit Ausnahme des Archives der Stadt Wien. Band 1. Alterthums-Vereines zu Wien, Wien 1895, S. 119–142.

Außerdem erschienen von ihm viele Recensionen und kritische Berichte in der Zeitschrift für die gesammte katholische Theologie und in der Österreichischen Vierteljahrschrift für katholische Theologie.